# Kathedrale von San Benedetto del Tronto

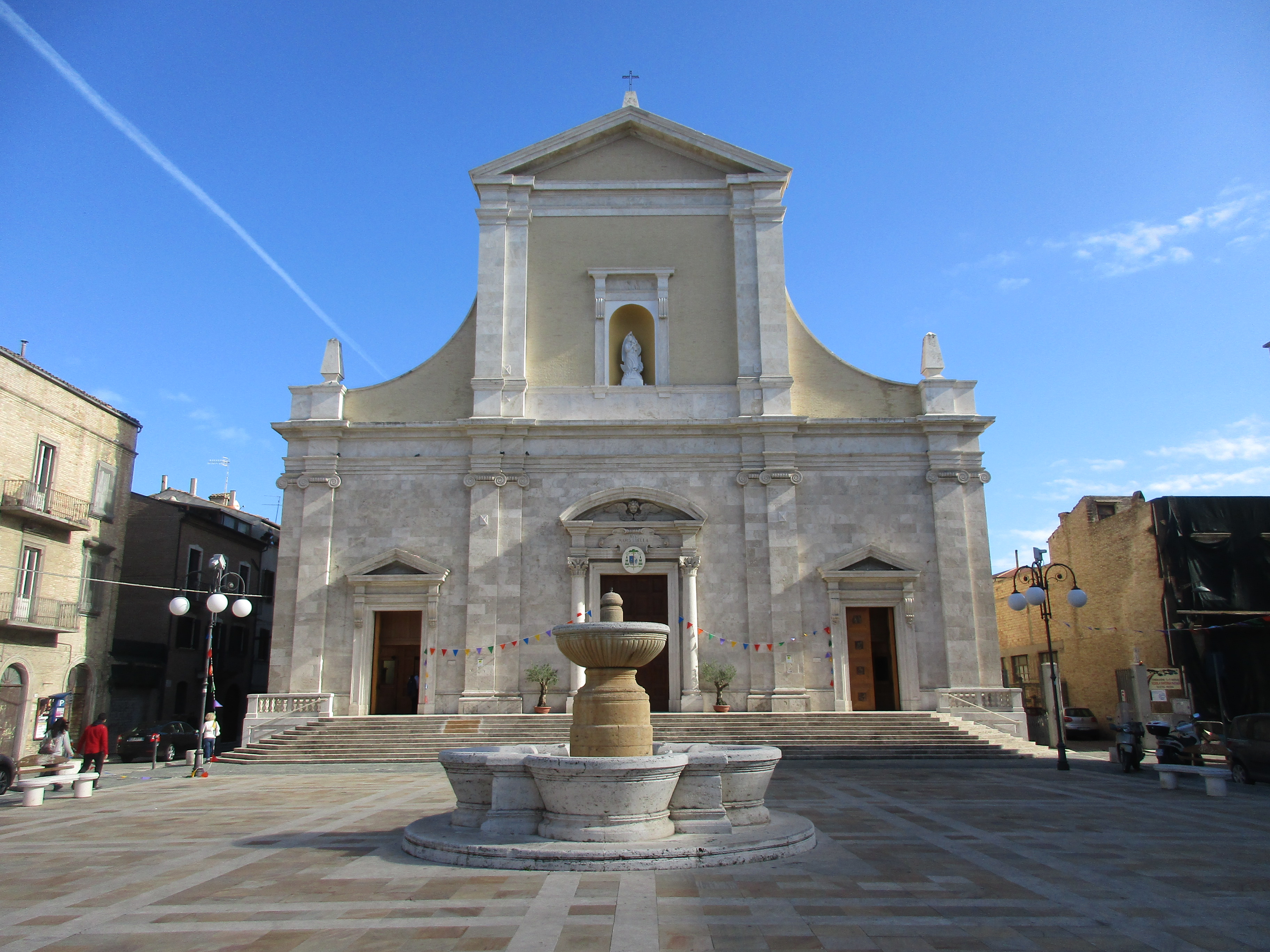
Kathedrale

Die Kathedrale von San Benedetto del Tronto mit dem Namen Santa Maria della Marina liegt in der Küstenstadt San Benedetto del Tronto im Süden der italienischen Region Marken. Die Kathedrale des Bistums San Benedetto del Tronto-Ripatransone-Montalto trägt zusätzlich den Titel einer Basilica minor.

## Geschichte und Beschreibung
Nach Planungen des Bologneser Architekten Gaetano Ferri begannen 1847 die Bauarbeiten. Die Pläne erfuhren in der langen Bauzeit verschiedene Eingriffe. Die Marienkirche wurde 1908 gesegnet und der Öffentlichkeit zugänglich gemacht, obwohl die Arbeiten noch nicht abgeschlossen waren. Nach dem Krieg wurden die Außentreppen und die Fassade fertiggestellt. Das Gebäude wurde am 11. Februar 1973 feierlich geweiht.
Mit Schaffung des durch Zusammenlegung entstandenen Bistums San Benedetto del Tronto-Ripatransone-Montalto wurde die Kirche 1986 zur Kathedrale erhoben. Am 5. Juli 2001 verlieh Papst Johannes Paul II. der Kathedrale zusätzlich den Titel einer Basilica minor, da in ihr die Reliquien der Stadtpatrone, der Heiligen Urbica und Illuminato, aufbewahrt werden. Das Erdbeben in Mittelitalien 2016 beschädigte die Kathedrale so sehr, dass sie nicht mehr betreten werden durfte. Bei den Renovierungsarbeiten ab Mai wurden das Gewölbe, die Gänge und einige Seitenaltäre wiederhergestellt.

## Bauwerk
Die Fassade aus Travertin erhebt sich im Stil der Neorenaissance über einer Steintreppe. Drei Türen führen in die ebenfalls dreischiffige Kirche. Das Mittelschiff ist von einem Tonnengewölbe überdacht. Die Apsis wurde vom franziskanischen Künstler Pater Ugolino da Belluno mit einem lebhaften Fresko von 400 Quadratmetern geschmückt, das die maritimen Traditionen der Stadt zusammen mit der Darstellung lokaler Heiliger dekoriert. In der Apsis befindet sich weiterhin ein Gemälde aus dem 18. Jahrhundert, das eine Jungfrau und ein Kind darstellt. Die Madonnenstatue wurden von Giuliano Pulcini aus Carrara-Marmor geschaffen und nach dem Erdbeben in der oberen Fassadennische platziert.
Die Orgel befindet sich im letzten Abschnitt des rechten Ganges in erhöhter Position. Das Instrument wurde 1948–1950 von der Firma Balbiani Vegezzi-Bossi für die Basilika vom Heiligen Haus in Loreto als Erweiterung eines Instruments von Carlo Vegezzi Bossi aus dem Jahr 1902 erbaut, das wiederum Teile einer Orgel Callido opus 391 aus dem Jahr 1802 verwendete. Die Orgel wurde 1992 in der Kathedrale installiert. Ihre 51 Register werden über drei Manuale und einem Pedal bespielt.